# Ctenochiton froggatti
Ctenochiton froggatti är en insektsart som beskrevs av Ben-dov 1993. Ctenochiton froggatti ingår i släktet Ctenochiton och familjen skålsköldlöss. Inga underarter finns listade i Catalogue of Life.